# Mojoranu (Sooko)
Mojoranu is een bestuurslaag in het regentschap Mojokerto van de provincie Oost-Java, Indonesië. Mojoranu telt 2879 inwoners (volkstelling 2010).